# Aérodrome du Molay
L'aérodrome du Molay est un ancien aérodrome provisoire créé peu de temps après le débarquement allié en Normandie lors de la Seconde Guerre mondiale. Il était situé approximativement à trois kilomètres au nord de la ville du Molay-Littry en Basse-Normandie.
Établi par l'United States Army Air Force le 21 juin 1944, c'est l'un des premiers aérodromes aménagés dans la zone libérée de la Normandie. Il a été construit par le 834th Engineer Aviation Battalion, unité du IX Engineering Command.

## Histoire
Connu aussi sous le nom de Advanced Landing Ground "A-9", l'aérodrome comprenait une piste d'une longueur de 1 212 m en grillage à mailles carrées ou Square-Mesh Track. Des tentes et hangars ont été construits pour le cantonnement et comme installations de support logistiques. Une route d'accès a été construite afin de relier l'aérodrome à l'infrastructure routière déjà en place. Enfin ont également été mis en place une aire de stockage pour les provisions, l'eau potable, les munitions et les tambours d'essence, ainsi qu'un réseau électrique pour les communications et l'éclairage de la base.
Le 67th Tactical Reconnaissance Group affecta des Avions de chasse F-4/P-38 Lightnings et F-6/P-51 Mustang sur l'aérodrome de juillet à août 1944. L'aérodrome abrita aussi le 10e Photo Rec. Group et le 14e Liaison Squad.
Le front se déplaçant au fur et à mesure vers l'est, l'aérodrome fut ensuite utilisé pour le réapprovisionnement et les évacuations. Il fut définitivement fermé le 5 octobre 1944.
Winston Churchill, Dwight David Eisenhower et le Général de Gaulle sont notamment passés par cet aérodrome.
Aujourd'hui il ne reste rien de l'aérodrome. Une stèle et une table d'orientation font mention de l'existence et de l'emplacement de l'A-9.

## Photos

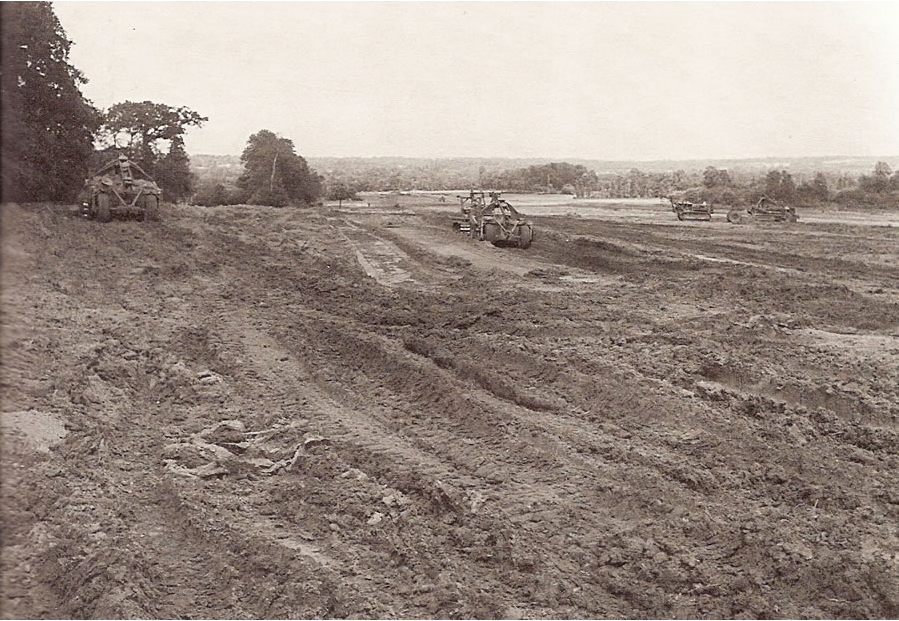
Début de la construction de l'ALG-9 du Molay par le 834th EAB
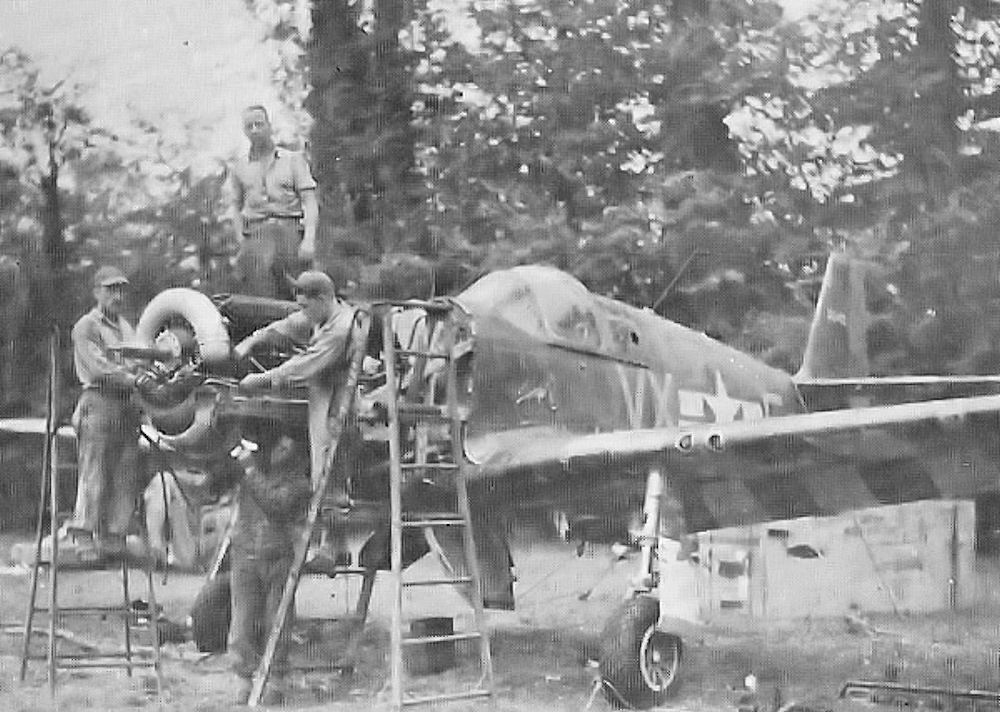
North American F-6C du 109th TRS en maintenance
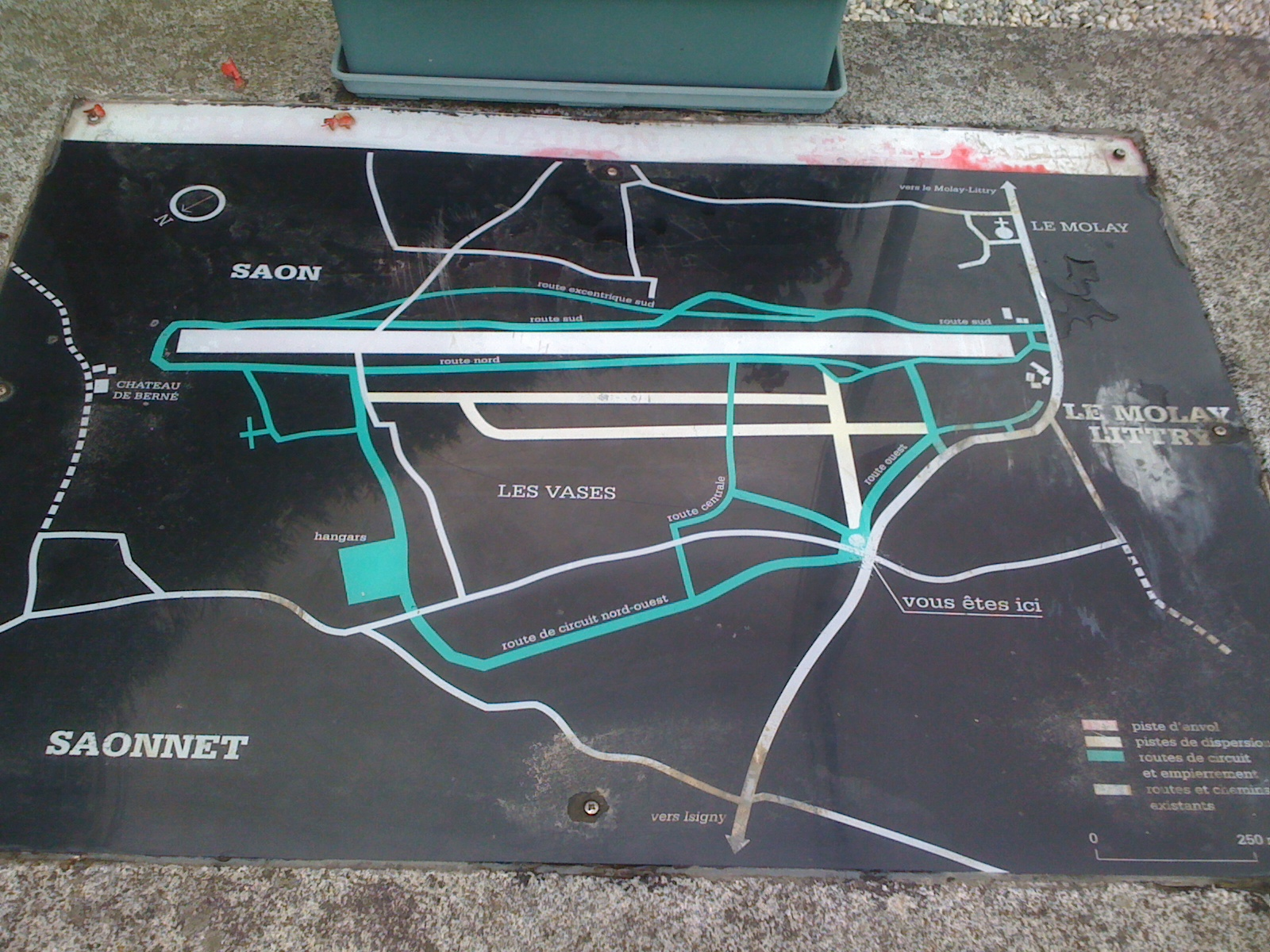
Plan de l'aérodrome du Molay.
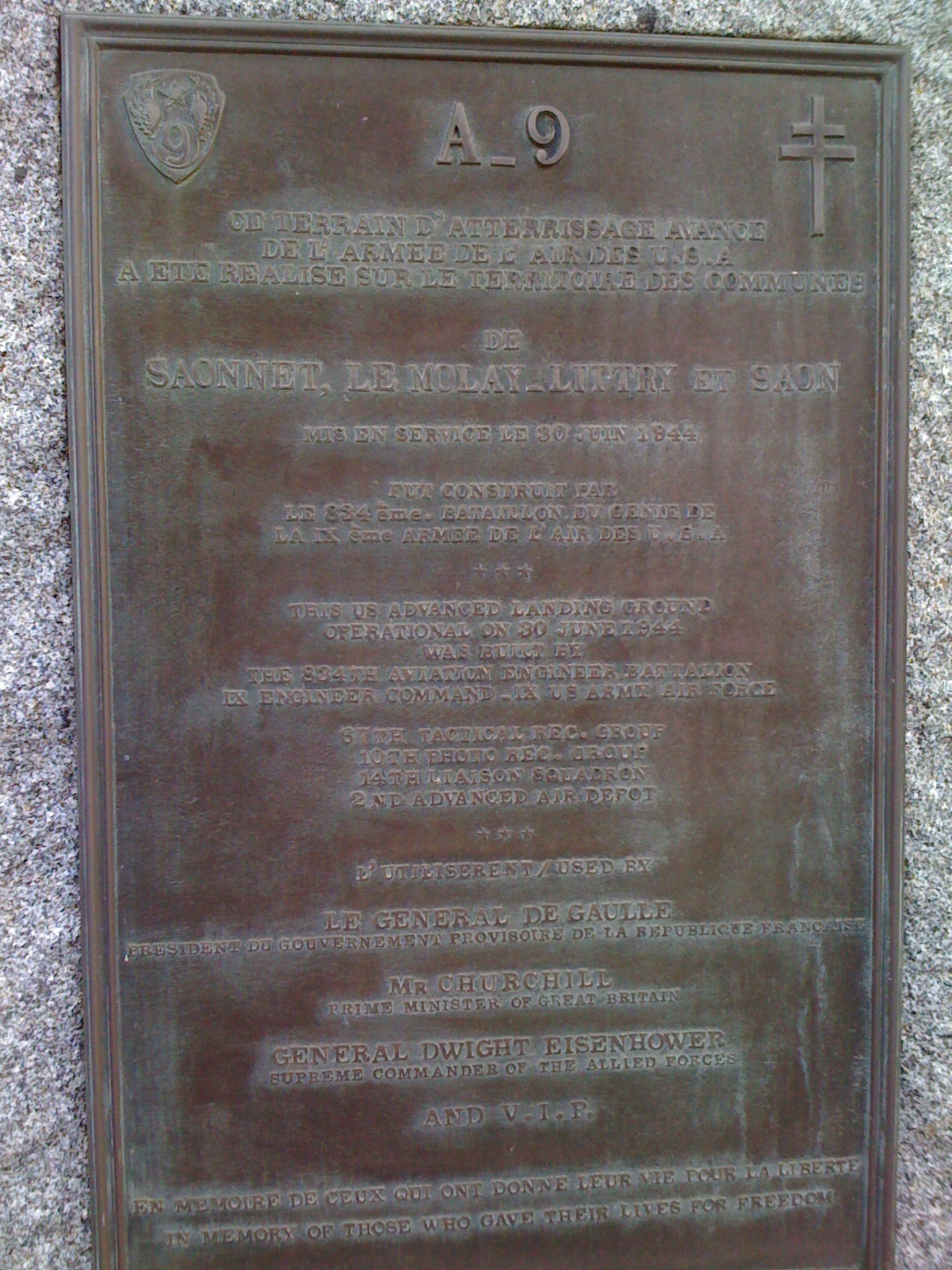
Stèle de l'aérodrome du Molay.